# Angstkreis

Angstkreis

Der Angstkreis ist ein Modell zum Verständnis von Angst und Angststörungen, das in ihrer nicht-medikamentösen Therapie verwendet wird. Es hat sich bewährt, den Patienten dieses Modell zu erklären, um deren Verständnis für die Abläufe zu verbessern und therapeutisch nutzen zu können.
Der Angstkreis geht zurück auf eine Veröffentlichung von Hans-Ulrich Wittchen und anderen im Jahr 1993.
Die Teile Wahrnehmung, Gedanken, Angst, körperliche Veränderungen und körperliche Symptome bilden den Angstkreis. Bei einer Angsterkrankung kann an jeder Stelle dieses Kreises die Angstsymptomatik in Gang gesetzt werden und es entsteht ein Teufelskreis, der sich aufschaukelt. Ihn zu durchbrechen ist Ziel einer Therapie. Dabei soll nicht Angst beseitigt werden, denn die ist eine wichtige und normale Reaktion im Körper, die von selbst zurückgeht und nur kurze Zeit anhält. Verhindert werden soll das Aufschaukeln, das zu Beeinträchtigungen der Betroffenen führt und so die Angstsensitivierung vermieden werden.